# Lewunowo
Lewunowo (bułg. Левуново) – wieś w Bułgarii, w obwodzie Błagojewgrad, w gminie Sandanski. Według Ujednoliconego Systemu Ewidencji Ludności oraz Usług Administracyjnych dla Ludności, miejscowość zamieszkuje 683 mieszkańców.

## Osoby związane z miejscowością
- Stefan Krystew – bułgarski członek WMRO
- Koczo Lutata (1836–1918) – bułgarski hajduk
- Kosta Lutow (1874–?) – bułgarski macedońsko-adrianopołski wolontariusz, czetnik Petyra Czaulewa
- Kosta Lutow (1881–?) – bułgarski macedońsko-adrianopołski wolontariusz, czetnik Donczo Złatkowa
- Ziso Popow (1882–1944) – bułgarski rewolucjonista, kmet